# Батыревский
Батыревский — посёлок в Чаплыгинском районе Липецкой области России.
Входит в состав Буховского сельсовета.

## География
Расположен северо-восточнее села Буховое. Южнее посёлка находится большой лесной массив.

## Население
| 2010 |
| ---- |
| 0    |